# Albanië op het Eurovisiesongfestival 2016

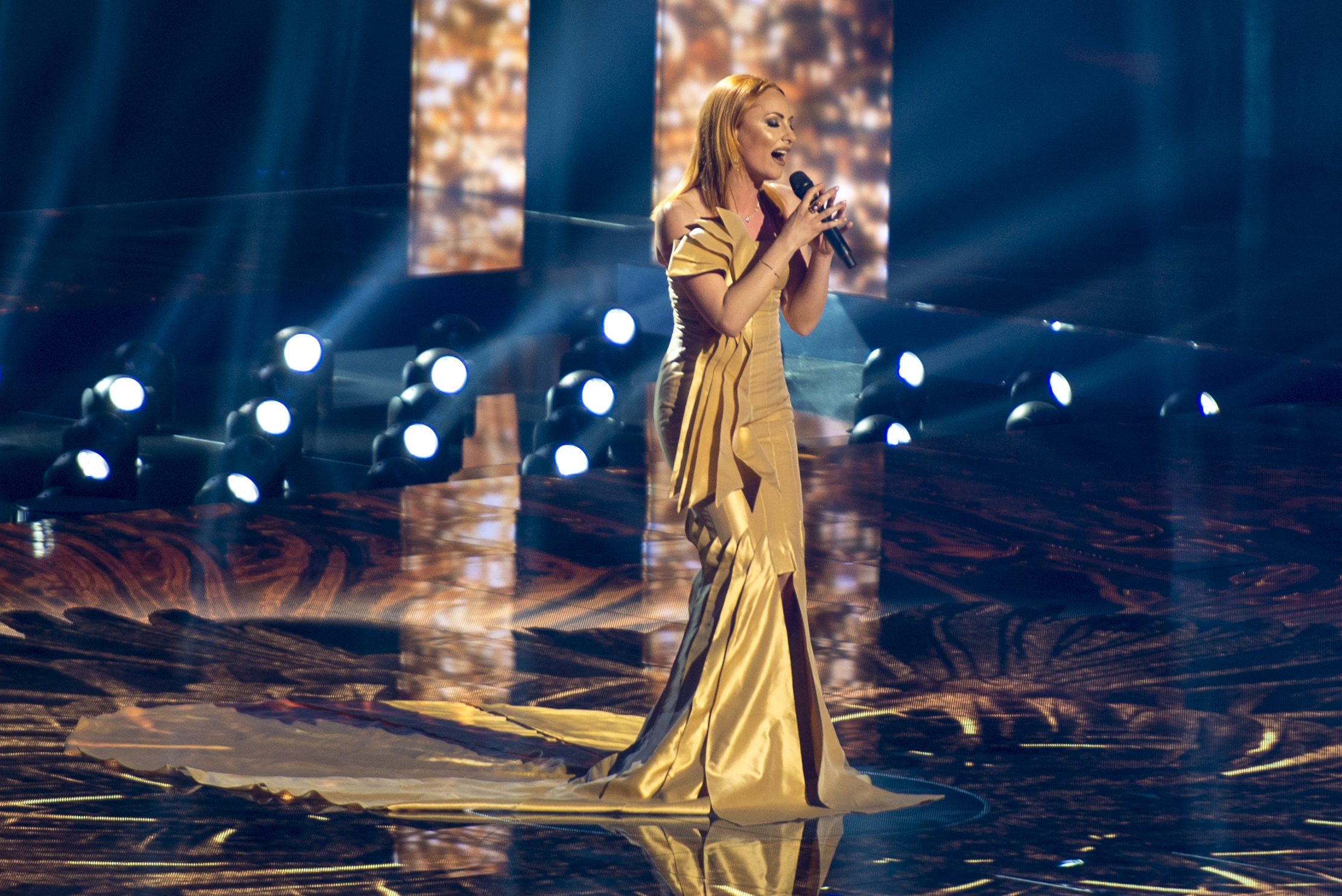
Eneda Tarifa tijdens de repetitie voor het Eurovisiesongfestival.

Albanië nam deel aan het Eurovisiesongfestival 2016 in Stockholm, Zweden. Het was de 13de deelname van het land op het Eurovisiesongfestival. RTSH was verantwoordelijk voor de Albanese bijdrage voor de editie van 2016.

## Selectieprocedure
Naar jaarlijkse gewoonte verliep de Albanese selectie via Festivali i Këngës, dat in december 2015 aan zijn 54ste editie toe was. De inschrijvingen werden geopend op 29 september en één dag later reeds gesloten. Zowel componisten als artiesten moesten over de Albanese nationaliteit beschikken en alle nummers moesten volledig in het Albanees vertolkt worden, al kon er traditiegetrouw na afloop van Festivali i Këngës beslist worden om het winnende nummer naar het Engels te vertalen voor het Eurovisiesongfestival. Op 16 oktober werd het deelnemersveld bekendgemaakt. Het festival vond plaats in het Pallati i Kongreseve in de Albanese hoofdstad Tirana. Op vrijdag 25 en zaterdag 26 december werden twee halve finales georganiseerd, met telkens vijftien kandidaten. Daarvan gingen er telkens elf door naar de eindstrijd, die zou plaatsvinden op zondag 27 december.
De punten werden in alle shows toegekend door een vakjury. Presentatoren van dienst waren Pandi Laço en Blerta Tafani. De eindzege ging naar Eneda Tarifa, met het nummer Përrallë. Voor het Eurovisiesongfestival werd het nummer naar het Engels vertaald, en kreeg het als titel Fairytale. Het lied werd op 13 maart 2016 gepresenteerd aan het grote publiek.

## Festivali i Këngës 2015

### Eerste halve finale
| Volgorde | Artiest          | Lied                 |
| -------- | ---------------- | -------------------- |
| 1        | Egzon Pireci     | Triumf               |
| 2        | Simbol           | Artiste              |
| 3        | Voltan Prodani   | Dëgjoje këngën o Atë |
| 4        | Adrian Lulgjuraj | Jeto dhe ëndërro     |
| 5        | Sigi Bastri      | Engjëll i lirë       |
| 6        | Dilan Reka       | Buzëqesh             |
| 7        | Luiz Ejlli       | Pa mbarim            |
| 8        | Nilsa Hysi       | Asaj                 |
| 9        | Orgesa Zaimi     | Një shishe në oqean  |
| 10       | Erga Halilaj     | Monolog              |
| 11       | Florent Abrashi  | Të ndjek çdo hap     |
| 12       | Teuta Kurti      | Në sytë e mi         |
| 13       | Kozma Dushi      | Një kafe             |
| 15       | Aslajdon Zaimaj  | Merrmë që sot        |
| 15       | Egert Pano       | Mos ik               |

### Tweede halve finale
| Volgorde | Artiest                        | Lied                        |
| -------- | ------------------------------ | --------------------------- |
| 1        | Kristi Popa                    | Ajo çfarë ndjej             |
| 2        | Klodian Kaçani & Rezarta Smaja | Dashuri në përjetësi        |
| 3        | Revolt Klan                    | Dashurinë s'e gjejmë dot    |
| 4        | Jozefina Simoni                | Një det me ty               |
| 5        | Andi Tanko                     | Dielli vazhdon të më ngrohë |
| 6        | Niku & Entela Zhula            | Muza                        |
| 7        | Genc Tukiçi                    | Sa të dashuroj              |
| 8        | Evans Rama                     | Flakë                       |
| 9        | Besa Krasniqi                  | Liroje zemrën               |
| 10       | Enxhi Nasufi                   | Infinit                     |
| 11       | Flaka Krelani                  | S'je për mua                |
| 12       | Renis Gjoka                    | Ato që s'ti them dot        |
| 13       | Lindi Islami                   | Për një mrekulli            |
| 14       | Eneda Tarifa                   | Përrallë                    |
| 15       | Klajdi Musabelliu              | Ndodh edhe kështu           |

### Finale
| Volgorde | Artiest                        | Lied                 |
| -------- | ------------------------------ | -------------------- |
| 1        | Sigi Bastri                    | Engjëll i lirë       |
| 2        | Klodian Kaçani & Rezarta Smaja | Dashuri në përjetësi |
| 3        | Dilan Reka                     | Buzëqesh             |
| 4        | Adrian Lulgjuraj               | Jeto dhe ëndërro     |
| 5        | Erga Halilaj                   | Monolog              |
| 6        | Evans Rama                     | Flakë                |
| 7        | Jozefina Simoni                | Një det me ty        |
| 8        | Egert Pano                     | Mos ik               |
| 9        | Genc Tukiçi                    | Sa të dashuroj       |
| 10       | Kozma Dushi                    | Një kafe             |
| 11       | Luiz Ejlli                     | Pa mbarim            |
| 12       | Teuta Kurti                    | Në sytë e mi         |
| 13       | Besa Krasniqi                  | Liroje zemrën        |
| 14       | Nilsa Hysi                     | Asaj                 |
| 15       | Kristi Popa                    | Ajo çfarë ndjej      |
| 16       | Flaka Krelani                  | S'je për mua         |
| 17       | Enxhi Nasufi                   | Infinit              |
| 18       | Lindi Islami                   | Për një mrekulli     |
| 19       | Florent Abrashi                | Të ndjek çdo hap     |
| 20       | Eneda Tarifa                   | Përrallë             |
| 21       | Renis Gjoka                    | Ato që s'ti them dot |
| 22       | Aslajdon Zaimaj                | Merrmë që sot        |

## In Stockholm
Albanië trad in Stockholm in de tweede halve finale op donderdag 12 mei 2016 aan. Eneda Tarifa trad als zeventiende van achttien acts op, net na Nika Kocharov & Young Georgian Lolitaz uit Georgië en gevolgd door Laura Tesoro uit België. Albanië wist zich niet te plaatsen voor de finale. Na afloop van de finale bleek Albanië gestrand te zijn op de 16de plaats in de halve finale.